# Dongfang Shuo
En aquest nom xinès, el cognom és Dongfang.
Dongfang Shuo (xinès tradicional: 東方朔, xinès simplificat: 东方朔, pinyin: Dōngfāng Shuò, Wade-Giles: Tung-fang Shuo, 160 – 93 aEC) va ser un funcionari erudit de la Dinastia Han, fangshi ("mestre d'esotèrica"), autor, i bufó de la cort de l'Emperador Wu (regnat del 141 fins al 87 aEC). En la mitologia xinesa, Dongfang és considerat un daoista xian ("transcendent; immortal") i l'esperit de Venus encarnat en una sèrie de ministres antics incloent Laozi.

## Noms
El cognom xinès original de Dongfang Shuo era Zhang (張 significant "extensió, difusió"), el qual més tard va ser canviat a un rar cognom compost Dongfang (東方 "direcció oriental; l'est", cf. L'Est És Roig). El seu nom xinès atorgat era Shuo (朔 "nova lluna") i el seu nom estilitzat era Manqian (曼倩 "bellesa xaire").